# Hardda Ku Hardda Geit
Hardda Ku Hardda Geit (jamska: "hälften ko hälften get") är ett rockband från Uppsala med jämtländskt tema.
Hardda Ku Hardda Geit bildades på Norrlands nation i Uppsala år 1976, och spelade på många gasquer där. "Hardda" blev sedan något av ett husband på Storsjöyran under 1980-talet, fram mot mitten av 1990-talet. 
Bandet har hela tiden existerat från 1976, men aktiviteten har efter den senaste cd:n (1998) varit varierande, t.ex. privata fester mm. I januari 2009 spelade de dock offentligt för första gången på många år på krogar i Huså och Östersund. 
I juni 2017 åkte bandet ut på en jubileumsturné för att fira sina 41 år tillsammans. Turnén bestod av fem spelningar, bland annat i Offerdal och på insamlingsgalan Stjärnfall i Östersund, samt markerade även bandets farväl.

## Medlemmar
Nuvarande medlemmar
- Arne Rubensson – sång, diverse instrument (1976–idag)
- HP Burman – sång, klaviaturer, gitarr, dragspel, charango mm. (1976–idag)
- Staffan Klensmeden – basgitarr (1976–idag)
- Greger Sundstedt – gitarr (1976–idag)
- Kjell Olofsson – gitarr (1976–idag)
- Thor-Björn Jönsson – trummor sång, orgel (1983–idag)

Tidigare medlemmar
- Anders Möller – trummor (1976–1982)
- Mats Påhle – klaviaturer (2009–2015)

Bidragande musiker
- Monica Hermanson – körsång
- Jan Vestberg – saxofon
- Claes Ågren – trombon
- Lill-Lasse Eriksson – trumpet
- Nisse Sjölander – banjo

## Diskografi
Studioalbum 
- 1981 – Hardda Ku Hardda Geit (LP)
- 1984 – Hardda vore nog ... (LP)
- 1986 – Algan rock (LP)

Samlingsalbum
- 1998 – Greitest Hits (CD) [3]